# 巨车前
巨车前（学名：Plantago maxima）为车前科车前属下的一个种。其种加词“maxima”意为“巨大的”。